# 語言伺服器協定
语言服务器协议（Language Server Protocol，LSP）是一个开放的、基于JSON-RPC的网络传输协议，源代码编辑器或集成开发环境（IDE）與提供特定编程语言特性的服务器之间互動時會用到這個協議。该协议的目标是讓编辑器或集成开发环境能支持更多的編程語言。